# Viggo Brun
Viggo Brun (Lier (Noruega), 13 de outubro de 1885 — Drøbak, 15 de agosto de 1978) foi um matemático norueguês.
Estudou na Universidade de Oslo e começou a pesquisar na Universidade de Göttingen em 1910. Em 1923 tornou-se professor no Instituto Norueguês de Tecnologia em Trondheim e em 1946 foi professor na Universidade de Oslo, onde aposentou-se em 1955 aos 70 anos de idade.
Em 1915 introduziu um novo método, baseado na versão de Legendre do Crivo de Eratóstenes, atualmente conhecido como Crivo de Brun, que aborda problemas adicionais tais como a conjectura de Goldbach e os números primos gêmeos. Utilizou-o para provar que existem infinitos inteiros n tal que n e n+2 tem no máximo nove fatores primos (9-quasi-primos), e que todo inteiro par grande é a soma de dois números 9-quasi-primos (9 ou menor).
Brun também mostrou que a soma dos recíprocos de números primos gêmeos converge para um valor finito, atualmente denominado constante de Brun. A série dos inversos dos primos, ao contrário, é divergente.